# 茱莉亚·戴维斯
茱莉亚·夏洛特·L·戴维斯（英語：Julia Charlotte L. Davis，1966年8月25日—）是一位英格兰导演、演员，最知名于在英國廣播公司第三台喜剧节目Nighty Night中担任编剧和主演。

## 生平
她出生于英格兰伦敦兰贝斯，在吉尔福德长大，14岁搬到巴斯，自小是英格兰教会信徒。她就读于约克圣约翰大学，学习英语文学和戏剧，后回到巴斯开始表演生涯。